# Ama Abebrese
Ama K. Abebrese (Kumasi, 3 de mayo de 1980)  es una actriz, productora de cine y presentadora ghanesa. Nació en Ghana y se crio en el Reino Unido. Se coronó como la mejor actriz protagonista en los Premios de la Academia del Cine Africano por su actuación en la película Sinking Sands en 2011. En 2015 apareció en la película de Netflix Beasts of No Nation, dirigida por Cary Fukunaga y protagonizada por Idris Elba. En ella interpreta a la madre de Agu, papel realizado por un joven Abraham Attah. Es la narradora y productora de la película The Burial of Kojo, también publicada en Netflix. En 2015 fue nombrada una de las mujeres más influyentes de África por la revista C Hub.

## Filmografía

### Cine
| Año  | Título                             | Papel          | Notas |
| ---- | ---------------------------------- | -------------- | ----- |
| 2006 | London Get Problem                 | Cameo          |       |
| 2010 | Sinking Sands                      | Pabi           |       |
| 2010 | Elmina                             | Araba          |       |
| 2011 | Ties That Bind                     | Buki           |       |
| 2013 | Praising the Lord, plus one        | Rebecca Commey |       |
| 2014 | Double-Cross                       | Effie          |       |
| 2015 | The Cursed Ones                    | Chinua         |       |
| 2015 | Interception                       | Raquel         |       |
| 2015 | Beasts of No Nation                | Madre          |       |
| 2016 | Sink or Swim. The Perilous Journey | Obim           |       |
| 2017 | Lotanna                            | Zara           |       |
| 2018 | The Burial of Kojo                 | Narradora      |       |
| 2018 | Azali                              | Joan           |       |